# Wereldbeker veldrijden 2021-2022 - Reglementen
Dit artikel beschrijft de reglementen van de wereldbeker veldrijden 2021-2022.

## Startquota
Mannen elite/vrouwen elite
De beste vijftig renners en rensters in de UCI-ranking waren startgerechtigd in de wereldbeker met een maximum van 12 renners per land. Alle landen die minder dan acht startgerechtigde renners hadden, mochten hun team aanvullen tot acht renners. Een startplek van een top 50-renner was persoonlijk en mocht niet worden ingevuld door een landgenoot. Verder golden de volgende casussen per land:
| #Top 50-renners | Startgerechtigd                                     |
| --------------- | --------------------------------------------------- |
| 6               | 6 best gerangschikte rijders + 2 rijders naar keuze |
| 7               | 7 best gerangschikte rijders + 1 rijder naar keuze  |
| 8               | 8 best gerangschikte rijders + 1 rijder naar keuze  |
| 9               | 8 best gerangschikte rijders + 2 rijders naar keuze |
| 10              | 8 best gerangschikte rijders + 3 rijders naar keuze |
| 11 of meer      | 8 best gerangschikte rijders + 4 rijders naar keuze |

Voor de vrouwen elite wedstrijd kreeg elke nationale federatie die 8 of meer rijdsters inschreef, 2 extra startplekken voor onder 23-rijdsters.
Voor de mannen elite wedstrijd kreeg elke nationale federatie die 8 of meer rijders inschreef in de elite categorie, 2 extra startplekken voor onder 23-rijders, indien er tijdens de betreffende wereldbekerwedstrijd geen mannen beloften wedstrijd werd georganiseerd.
Mannen beloften/jongens junioren/meisjes junioren
Elke nationale federatie kreeg 6 startplekken. Daarnaast kreeg de regerend wereldkampioen een persoonlijke startplek, alsmede de leider van de wereldbeker ranking (met uitzondering van de eerste wereldbekerwedstrijd).
Alle categorieën
In alle categorieën, mocht het organiseerde land van een wereldbekercross, 4 extra renners inschrijven, mits het maximum van 12 renners per land niet werd overschreden.

## Wedstrijdduur
De wedstrijdduur van een wereldbekerveldrit moest trachten zo dicht mogelijk in de buurt te komen van onderstaande tijdspannen:
| Categorie        | Tijd       |
| ---------------- | ---------- |
| Mannen elite     | 60 minuten |
| Vrouwen elite    | 50 minuten |
| Mannen beloften  | 50 minuten |
| Jongens junioren | 40 minuten |
| Meisjes junioren | 40 minuten |

## Startvolgorde
De startvolgorde van een wereldbekerwedstrijd was als volgt:
1. Top 8 wereldbekerklassement (uitgezonderd de 1e wereldbeker)
2. Top 50 UCI-ranking veldrijden
3. Startplekken 25-32 waren gereserveerd voor rijders uit de top 50 van de UCI World Ranking of UCI MTB-ranking.
4. Niet gerangschikte renners (buiten top 50 UCI-ranking): per land in rotatie (o.b.v. het landenklassement van het laatste WK).

## Samenstelling kalender
- De Wereldbeker vond plaats over maximaal 16 wedstrijden.
- In geen enkel geval mocht meer dan de helft van de manches in eenzelfde land georganiseerd worden.
- Bij 9 tot 13 wedstrijden, moest de Wereldbeker in minstens zes verschillende landen worden georganiseerd. Bij 14 of 15 wedstrijden, moest de Wereldbeker in minstens zeven verschillende landen worden georganiseerd. Bij 16 wedstrijden dan zou dat minstens in acht verschillende landen moeten gebeuren. De UCI heeft zich in het seizoen 2021-2022 niet gehouden aan deze regel, er werden zestien wedstrijden georganiseerd in slechts zes verschillende landen in plaats van acht landen.
- Bij elke wereldbekerwedstrijd werd de mannen elite en vrouwen elite race verreden. Bij een maximum van 8 wereldbekerwedstrijden mochten tevens de jeugdcategorieën (mannen beloften, jongens junioren, meisjes junioren) worden verreden.

## Organisatie eisen
De kandidaten voor het organiseren van een wereldbeker moesten voldoen aan de eisen van de UCI.
Wedstrijdprogramma
Elke kandidaat kon een bid indienen voor de volgende 5 races, waarvan minimaal de mannen en vrouwen elitewedstrijd moesten worden georganiseerd:
- Mannen elite
- Vrouwen elite
- Mannen beloften
- Jongens junioren
- Meisjes junioren

Slechts een aantal manches per seizoen zouden openstaan voor de jeugdcategorieën (beloften en junioren). De UCI veldritcommissie zou beslissen in welke wedstrijden de jeugd in actie zou komen.
Starturen in WB-manches mét jeugd: 9u45: jongens junioren – 10u45 meisjes junioren – 11u45: Mannen beloften – 13u45: vrouwen elite – 15u15: mannen elite. Starturen in WB-manches zonder jeugd: 13u30: vrouwen elite – 15u00: mannen elite
Bedrijfsmodel
De UCI vereiste de volgende fee's/services van de lokale organisator:
- Prijzengeld wereldbekerwedstrijd: € 81.615 (bij manches zonder jeugdwedstrijden: € 79.000)
- Organisatie fee UCI (2 opties):
  - Model 1: € 35.000, waarbij de lokale organisator beschikte over 25% van de sponsorrechten.
  - Model 2: € 50.000, waarbij de lokale organisator beschikte over 50% van de sponsorrechten.
- De lokale organisator had recht op maximaal 5 commerciële partners en 2 extra institutionele partners.
- De volgende potentiële partners waren gereserveerd voor de UCI/Flanders Classics: telecommunicatiebedrijven, leveranciers van allerlei fietsonderdelen, alle soorten uurwerken, IT-bedrijven en alle bedrijven die weddenschappen aanbieden.
- Geen partnership met bedrijven uit de tabak-, alcohol- en porno-industrie.
- Betaling van de verplichte anti-doping testen
- Betaling tot maximaal 30 hotelovernachtingen (eenpersoonskamers) met halfpension voor UCI vertegenwoordigers en staf
- De organisator moest 200 standaard inkomtickets en 50 VIP-tickets voorzien voor Flanders Classics/UCI/
- Flanders Classics/UCI keeg toegang tot alle persoonlijke – en marketinggegevens verzameld via ticketing.
- De organisator moest op de dag van het event vervoer en eten voorzien voor medewerkers van Flanders Classics/UCI.

De UCI/Flanders Classics was verantwoordelijk voor de volgende services:
- Prijzengeld algemeen klassement
- TV productie, Flanders Classics verzorgde het internationale tv-signaal en droeg de kosten voor de ‘graphics’. Organisatoren hadden geen kosten voor tv-productie, behalve de installatie van reuzenschermen op het parcours, stroomvoorziening of het bouwen van tv-platformen.
- Tijdwaarneming
- UCI vrachtwagens, start en finish materiaal, etc.
- Aanwezigheid van UCI officials en UCI staf
- De kosten voor de deelname toegang voor nationale teams voor mannen beloften, jongens junioren en meisjes junioren.

De organisator had het recht op alle inkomsten uit ticketverkoop, neven evenementen en horeca.

## Registratie deadlines deelnemers
In onderstaande tabel zijn de registratie deadlines voor het inschrijven van deelnemers, alsmede de bepalende data van de UCI top-50 ranking regel opgenomen.
| Datum    | Datum      | Locatie                                | Categorieën | Categorieën | Categorieën | Categorieën | Categorieën | UCI ranking data t.b.v. top 50 regel | Registratie opening | Registratie deadline | Inschrijflijst publicatie |
| Datum    | Datum      | Locatie                                | ME          | WE          | MU          | MJ          | WJ          | UCI ranking data t.b.v. top 50 regel | Registratie opening | Registratie deadline | Inschrijflijst publicatie |
| -------- | ---------- | -------------------------------------- | ----------- | ----------- | ----------- | ----------- | ----------- | ------------------------------------ | ------------------- | -------------------- | ------------------------- |
| Zondag   | 10/10/2021 | Wereldbeker Waterloo, Waterloo         | X           | X           |             |             |             | Di. 28/09/2021                       | Do. 30/09/2021      | Ma. 04/10/2021       | Di. 05/10/2021            |
| Woensdag | 13/10/2021 | Wereldbeker Fayetteville, Fayetteville | X           | X           |             |             |             | Di. 28/09/2021                       | Vr. 01/10/2021      | Do. 07/10/2021       | Vi. 08/10/2021            |
| Zondag   | 17/10/2021 | Wereldbeker Iowa City, Iowa City       | X           | X           |             |             |             | Di. 28/09/2021                       | Do. 07/10/2021      | Ma. 11/10/2021       | Di. 12/10/2021            |
| Zondag   | 24/10/2021 | Cyclocross Zonhoven, Zonhoven          | X           | X           |             |             |             | Di. 12/10/2021                       | Do. 14/10/2021      | Ma. 18/10/2021       | Di. 19/10/2021            |
| Zondag   | 31/10/2021 | Druivencross, Overijse                 | X           | X           |             |             |             | Di. 19/10/2021                       | Do. 21/10/2021      | Ma. 25/10/2021       | Di. 26/10/2021            |
| Zondag   | 14/11/2021 | Cyclocross Tábor, Tábor                | X           | X           | X           | X           | X           | Di. 02/11/2021                       | Do. 04/11/2021      | Ma. 08/11/2021       | Di. 09/11/2021            |
| Zondag   | 21/11/2021 | Duinencross, Koksijde                  | X           | X           |             |             |             | Di. 09/11/2021                       | Do. 11/11/2021      | Ma. 15/11/2021       | Di. 16/11/2021            |
| Zondag   | 28/11/2021 | Wereldbeker Besançon, Besançon         | X           | X           |             |             |             | Di. 16/11/2021                       | Do. 18/11/2021      | Ma. 22/11/2021       | Di. 23/11/2021            |
| Zondag   | 05/12/2021 | Scheldecross, Antwerpen                | X           | X           |             |             |             | Di. 23/11/2021                       | Do. 25/11/2021      | Ma. 29/11/2021       | Di. 30/11/2021            |
| Zondag   | 12/12/2021 | Wereldbeker Val di Sole, Val di Sole   | X           | X           |             |             |             | Di. 30/11/2021                       | Do. 02/12/2021      | Ma. 06/12/2021       | Di. 07/12/2021            |
| Zaterdag | 18/12/2021 | Cyclocross Rucphen, Rucphen            | X           | X           |             |             |             | Di. 07/12/2021                       | Do. 09/12/2021      | Ma. 13/12/2021       | Di. 14/12/2021            |
| Zondag   | 19/12/2021 | Citadelcross, Namen                    | X           | X           | X           | X           | X           | Di. 07/12/2021                       | Do. 09/12/2021      | Ma. 13/12/2021       | Di. 14/12/2021            |
| Zondag   | 26/12/2021 | Ambiancecross, Dendermonde             | X           | X           | X           | X           | X           | Di. 14/12/2021                       | Do. 16/12/2021      | Ma. 20/12/2021       | Di. 21/12/2021            |
| Zondag   | 02/01/2022 | Vestingcross, Hulst                    | X           | X           |             |             |             | Di. 21/12/2021                       | Do. 23/12/2021      | Ma. 27/12/2021       | Di. 28/12/2021            |
| Zondag   | 16/01/2022 | Wereldbeker Flamanville, Flamanville   | X           | X           | X           | X           | X           | Di. 04/01/2022                       | Do. 06/01/2021      | Ma. 10/01/2021       | Di. 11/01/2021            |
| Zondag   | 23/01/2022 | GP Adrie van der Poel, Hoogerheide     | X           | X           | X           | X           | X           | Di. 11/01/2022                       | Do. 17/01/2021      | Ma. 17/01/2021       | Di. 18/01/2021            |